# Radical Faeries

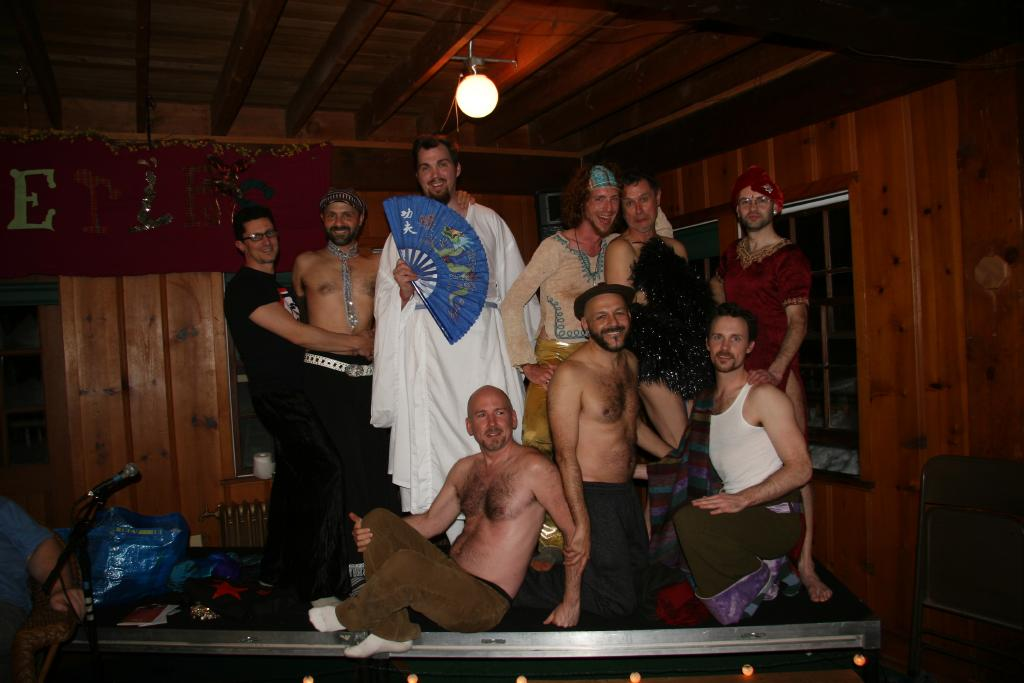
Reunión de Radical Faeries en Breitenbush.

Las Radical faeries (literalmente "Hadas radicales") son un grupo de organizaciones gais. Es un movimiento contracultural y antisistema que rechaza la "imitación de los heterosexuales" e intenta redefinir la identidad gay. Su filosofía está influenciada por la forma de vida de los nativos americanos y el neopaganismo de muchos de sus miembros.
El nombre del movimiento viene del primer grupo, "Spiritual Conference for Radical Faeries" (congreso espiritual para hadas radicales), dado en 1979 por sus fundadores Harry Hay, John Burside, Don Kilhefner, y Mitch Walker en Benson, Arizona. El movimiento se ha extendido fuera de Estados Unidos en las últimas décadas paralelamente al movimiento gay, rechazando la comercialización y los aspectos patriarcales de la vida gay actual. Ensalzando los aspectos de la vida rural ambientalmente sostenible, y elaborando rituales para fundirse en la naturaleza.
Los miembros generalmente asumen la personificación de un hada, como una identidad auto-asumida. Idealizando la femineidad en un hombre gay. Para muchos el objetivo de personificar un ente etéreo que expresa identidad de género, de femenino a masculino y todos los puntos intermedios, es el camino para transcender los límites de la condición humana. 
Los grupos de Radical Faeries varían mucho de un lugar a otro y a menudo se reúnen en comunas temporales por estaciones y periodos solares, especialmente los equinoccios y los solsticios. Entre sus costumbres suelen estar: hacer hincapié en la independencia personal enfocada a la vida en comunidad, la toma de decisiones consensuada, los círculos del corazón, la danza, el travestismo, los ritos neopaganos y prácticas mágicas.
En un principio el movimiento era exclusivamente para hombres gais aunque varias comunidades se han abierto a todos los géneros y orientaciones sexuales.
Las hadas fueron la inspiración para la película de John Cameron Mitchell, Shortbus.

## Historia
El primer grupo de Radical Faeries fue fundado en 1979 por Harry Hay, su compañero John Burnside, Don Kilhefner y Mitch Walker veteranos del movimiento de liberación gay y lo llamaron "Spiritual Conference of Radical Faeries." Todos ellos formaron un ashram en Benson alrededor del fin de semana del día del trabajo, el 1 de septiembre. El objetivo de los creadores del movimiento las hadas radicales era la curación espiritual, por varios medios, del aislamiento y desconexión espiritual que creían había en los hombres gais.
Algunos miembros se preguntaron qué clase de sociedad surgiría si los homosexuales permanecieran juntos por sus propios medios, manteniéndose aparte del resto de la sociedad, explorando su voz interior sumergidos en una cultura completamente gay. Esta búsqueda llevó a las hadas a realizar reuniones que duraban desde un día o dos a una semana o más, donde nuevas y espontáneas formas de relación pudieran ir surgiendo.
Para mantener las vocaciones hippie, neopagana, ecológica y ecofeminista las reuniones se realizan al aire libre en parajes naturales. Para este fin varias comunidades de Radical Faeries han recreado santuarios en varios asentamientos rurales.

## Filosofía
No existe ningún dogma o doctrina en las Radical Faeries. La identidad de las Radical Faeries no está establecida por nadie. Cada individuo define su propia naturaleza por medio de prácticas al aire libre para auto-descubrirse y desarrollarse. 
Algunos mantienen que el alma gay está unida al mundo natural, y que la hermandad entre homosexuales es el fin para ser los guardianes del espíritu natural. Como una forma de conexión con el mundo natural muchos toman un nombre ritual, conocido como el nombre de hada. Esta tradición está inspirada en las tradiciones de los indios americanos, en donde el chamán daba un "nombre medicina" con significado espiritual para los individuos en ritos de iniciación. La tradición de las hadas es similar salvo que cada uno elige su propio nombre de hada. 
Los puntos de vista mágicos y de "humanismo radical" de Arthur Evans, especialmente en su trabajo Witchcraft and the Gay Counterculture (1978) ha influido de forma significativa en el movimiento de las hadas.
En un artículo de la publicación de las hadas, White Crane Journal, con el título "Fairies", Mitch Walker enfatiza el significado de la cultura queer en las hadas. Proponiendo que representan el primer movimiento espiritual a la vez centrado y generado por los gais, donde la homosexualidad es la idea central, más que una adición posterior o accidental a la tradición espiritual. Argumentando que el Radical Faerie exploración del "espíritu gay" es central, y que es la fuente por sí mismo de la espiritualidad, sabiduría e iniciación. Estableciendo que "a causa de su naturaleza característica y centrada en lo gay es un movimiento pionero en explorar con seriedad y profundidad en la homosexualidad, de este modo anuncia un nuevo escenario en la liberación gay."
Los círculos del corazón son la herramienta central del modo de vida de las Radical Faeries, parte de la idea del consenso. Los círculos del corazón son una idea política  en oposición a las jerarquías, y fueron ideados por Harry Hay del concepto la "consciencia sujeto-sujeto". Incluyen aspectos de terapia de grupo, grupos de desarrollo del potencial humano y de desarrollo de la conciencia. Cada día en las reuniones, el grupo procede a grupos de discusión y de desarrollo y sanación emocional. Los círculos del corazón tienen lugar para compartir pensamientos y sentimientos, para curar y tomar decisiones y para desarrollar un conocimiento más profundo de lo que significa ser una persona gay. También pueden tener lugar para confrontar, y hacer examen de las más profundas creencias, malentendidos y faltas. El desacuerdo, basado en la tradición del "contrario" de los indios de las llanuras, es el primer principio de las hadas.

## Reuniones

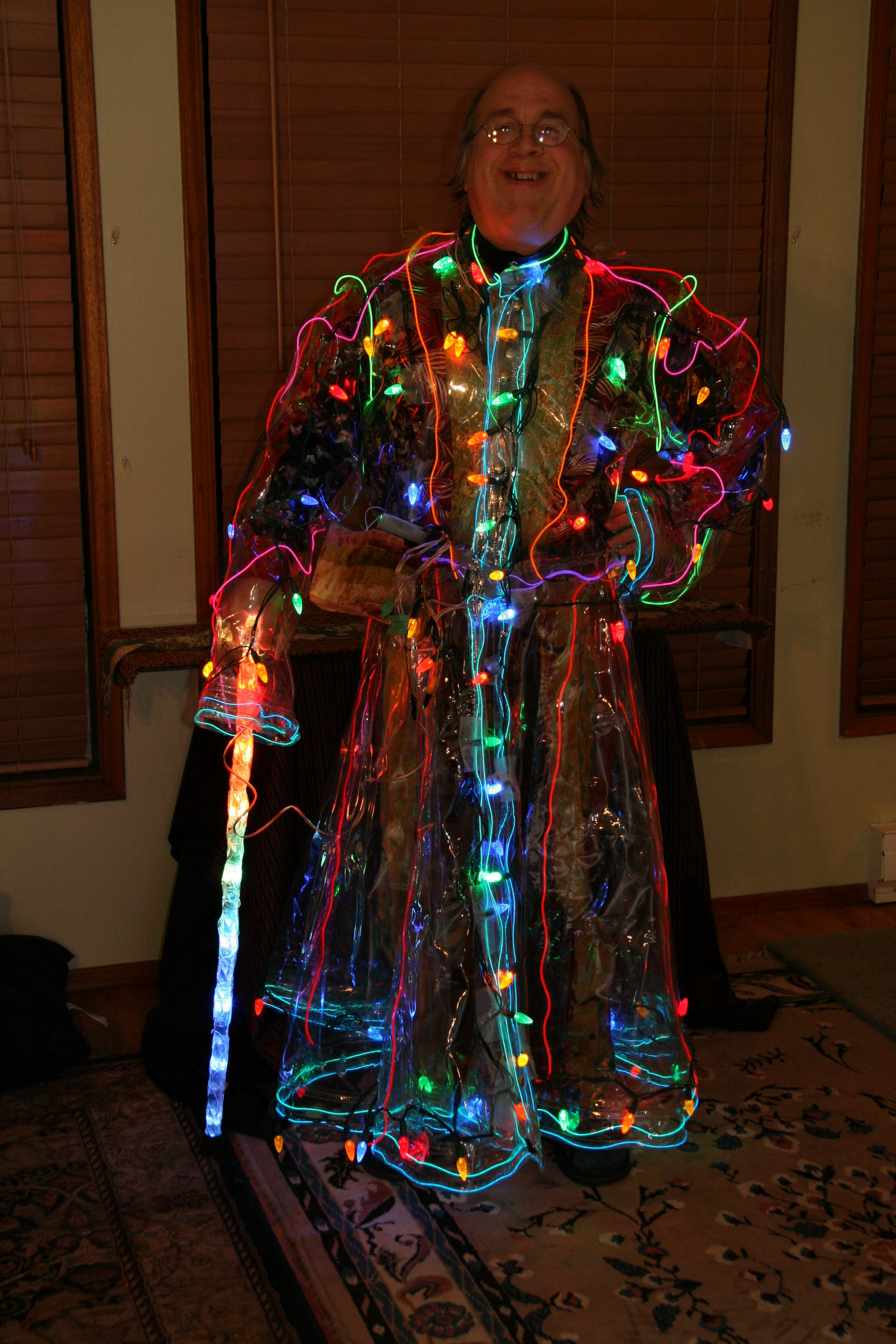
Mark Allyn, autodefinido como hada, preparando una reunión con un atuendo festivo en Breitenbush.

Las Radical Faeries celebran ocho fiestas paganas al año: Samhain (Halloween), Yule (solsticio de invierno), Imbolc (Fiesta de la Candelaria), Ostara (equinoccio de primavera), Beltane (día del trabajo), Litha (solsticio de verano), Lugnasad (Lammas), Mabon (equinoccio de otoño). Las reuniones se hacen coincidir frecuentemente con esas fechas.  Los rituales incluyen velas, hogueras, oraciones, cánticos, exhibiciones de drag queens, música ritual, baños de barro, cabañas de sudor, danzas alrededor del fuego, tambores, carreras desnudos por el bosque, bailes giratorios y espirales. La desnudez es común en los rituales, inspirado como otras en costumbres indígenas.
La informalidad, la tolerancia, la extravagancia en el vestido (o desnudez) son la norma en las reuniones de todas las agrupaciones. Tradicionalmente tienen lugar en la naturaleza y el medio rural, aunque algunas tienen lugar algunas reuniones el medio urbano como la reunión del cuerpo verde en Vancouver que tiene lugar todos los años en Canadá.

## Santuarios
Los santuarios de las Radical Faeries, asentamientos en medio rural o en edificios en medio urbano, son lugares donde las hadas se reúnen para vivir juntos comunalmente. Actualmente hay varios santuarios de este tipo en Norteamérica, Europa, Asia y Australia.